# Chuck Berry Twist
Chuck Berry Twist è il sesto album del cantante rock statunitense Chuck Berry pubblicato nel 1962 sotto l'etichetta Chess.
In Gran Bretagna l'album fu riedito nel 1963 con il titolo More Chuck Berry.

## Tracce
1. Maybellene
2. Roll over Beethoven
3. Oh Baby Doll
4. Around and Around
5. Come On
6. Let It Rock
7. Reelin' and Rockin'
8. School Days
9. Almost Grown
10. Sweet Little Sixteen
11. Thirty Days
12. Johnny B. Goode
13. Rock & Roll Music
14. Back in the U.S.A.

## Singoli
- Come On/Go Go Go